# فيلق الإبراق العسكري الأمريكي

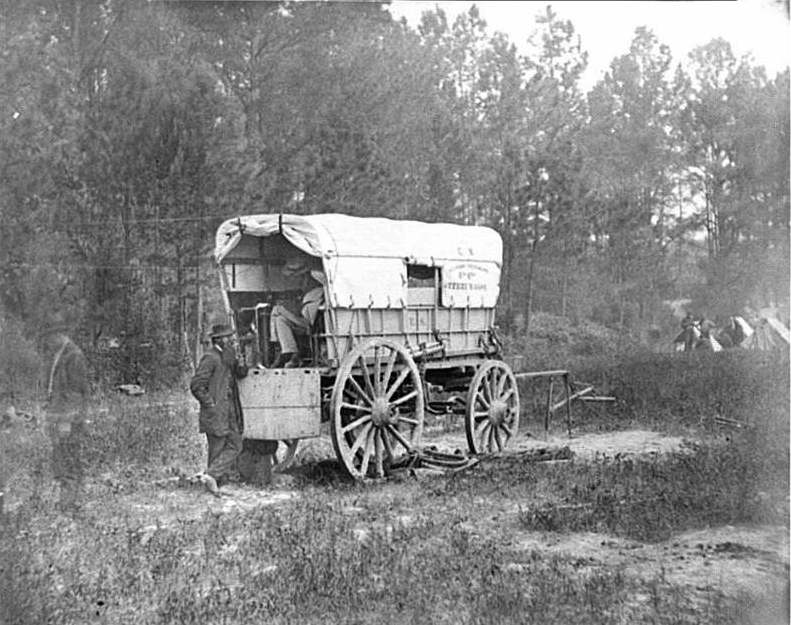

أُسِّسَ فيلق الإبراق العسكري الأمريكي في العام 1861 بعد اندلاع الحرب الأهلية الأمريكية. أرسلت شركة الخطوط الحديدية في بنسيلفانيا موظفي الفيلق الأوائل إلى العاصمة واشنطن، وهم: ديفيد ستروس، صموئيل م. براون، ريتشارد أوبراين، وديفيد ه. بيتس. في أكتوبر من نفس العام، عُيّن آنسن ستيجر رئيساً للمكتب. خلال الحرب، أُوكِل موظفي الفيلق بمهمة المحافظة على استمرارية الاتصال بين الحكومة الفيدرالية في واشنطن وقادة القطع العسكرية في الوحدات البعيدة للجيش الاتحادي.

## خدمات الإبراق قبل الحرب الأهلية
قبل اندلاع الحرب الأهلية الأمريكية، وجدت ثلاث شركات عاملة للتليجراف. الشركة الأمريكية للتليجراف، وشركة ويستيرن يونيون للتليجراف، وشركة ساوثويستيرن للتليجراف. غطّت خطوط الشركة الأمريكية للتليجراف كامل المساحة شرق نهر الهدسون وامتدت على طول ساحل المحيط الأطلسي وصولاً إلى خليج المكسيك، رابطةً بذلك المدن في نيوفاوندلند بالمدن في نيوأورليانز. ومن هذه الخطوط الرئيسية تفرّعت خطوط الشركة غرباً إلى مدن مثل بيتسبيرج، فيلاديلفيا، وسينسيناتي. وفي كل من هذه النقاط التقت خطوط الشركة الأمريكية بخطوط شركة ويستيرن يونيون التي امتدت خطوطها إلى سان فرانسيسكو في أقصى الغرب في العام 1861. في الولايات الجنوبية، التقت خطوط الشركة الأمريكية بخطوط شركة ساوثويستيرن في شاتانوجا، موبيل، ونيوأورليانز. ومن هذه المدن غطت خطوط شركة ساوثويستيرن باقي الجنوب وجنوب الغرب الأمريكي، بما في ذلك تيكساس وآركانساس.

## تشكيل فيلق الإبراق العسكري
بعد الهجوم الكونفيدرالي لجيش الجنوب على قلعة سومتر في الثاني من أبريل 1861، أصدر الرئيس آبراهام لينكولن الأمر لـ75 ألف جندي بالتجمع في العاصمة واشنطن. في 9 أبريل 1861، سيطرت قوات الكونفيدرالية على مدينة هاربس فيري في فيرجينيا، والتي كانت على ممر خط حديد بولتيمور-أوهايو. وهكذا خسرت واشنطن إحدى أهم السكك الحديدية وطرق اتصالات الإبراق مع الشمال. الخط الحديدي وطريق الإبراق الذي يربط الولايات الشمالية بواشنطن كان في ميريلاند، الولاية التي حامت الشكوك حول ولائها للاتحاد.
نظراً لفداحة الموقف بخصوص الخطوط الحديدية وطرق اتصالات الإبراق في واشنطن، استولت الحكومة على خطوط الإبراق التجارية المحيطة بالمدينة، وأرسل وزير الحرب سايمون كاميرون أمراً إلى رئيس شركة بينسلفانيا للخطوط الحديدية بأن يبتعث العقيد توماس سكوت لإدارة خدمات الإبراق التابع للخطوط الحديدية في واشنطن. كلّف توماس سكوت، آندرو كارنيجي بمساعدة الحكومة على تشغيل السكك الحديدية حول العاصمة. وكانت أولى مهام كارنيجي هي تشغيل خط بولتيمور أوهايو ومدّه من واشنطن عبر نهر بوتوماك إلى فيرجينيا، وخلال ذلك تُمدّ خطوط الإبراق لفتح الاتصال مع محطات مثل آليكساندريا، بورك، وفيرفاكس.
طلب الكولونيل سكوت من أربع عمّال في شركة الخطوط الحديدية في بينسلفانيا الحضور إلى واشنطن، هم: ديفيد ستروس (الذي أصبح قائد الفيلق لاحقاً)، ديفيد ه. بيتس، صموئيل م. براون، وريتشارد أوبراين؛ الذين وصلوا إلى واشنطن في 27 أبريل 1861. فُرِز ستروس وبيتس إلى وزارة الحرب، بينما براون إلى البحرية، وأوبراين إلى مستودع الخط الحديدي بولتيمور- أوهايو.
وكان هؤلاء هم الطاقم التأسيسي لفيلق الإبراق العسكري الذي توسع فيما بعد ليضم 1500 عنصراً.

## الوضعية الخاصة للفيلق
رغم أن الفيلق أدى دوراً بارزاً في نقل الرسائل من القادة في ميدان المعركة، إلا أنه عمل بشكل مستقل عن القيادة العسكرية. وكما ذكر أعلاه، فالفيلق شغّل عمالاً مدنيين في ميدان المعركة وفي وزارة الحرب. جميع الأوامر التي تلقاها عاملو الإبراق جاءت مباشرةً من وزير الحرب. إضافة لذلك، وبسبب غياب منظمة حكومية للإبراق قبل الحرب الأهلية، لم تكن ثمة مخصصات مالية من الكونجرس لتغطي نفقات إنشاء العواميد، ومدّ الكابلات، أو لدفع رواتب الموظفين. نتيجةً لذلك، تولّى رئيس الشركة الأمريكية للتليجراف، إيدوار س. سانفورد، دفع جميع تكاليف فيلق الإبراق العسكرية في الستّة أشهر الأولى من عملها. عوَّض الكونجرس سانفورد لاحقاً على ما أنفق.

## بناء خطوط الإبراق
كان من المهمات الخطيرة الموكلة إلى فيلق بناء الإبراق هو مدّ خطوط الإبراق في الميدان خلال المعارك. وأدى هذا الفيلق المؤلف من 150 عنصراً أعماله باستخدام قافلة عربات لمدّ خطوط مؤقتة. خلال المعركة، تتموضع عربة في نقطة بداية المعركة، لتعمل كمحطة استقبال، وتنطلق عربة أخرى إلى الميدان كمحطة إرسال. وذلك لكي يتمّ تبادل الرسائل بين القيادة العامة وأرض الميدان، ولكي تصل المعلومات عن سير المعارك إلى مقر فيلق الإبراق العسكرية في واشنطن. نظراً لاستخدامها الأسلاك النحاسية الهشة المكشوفة في البداية، كانت هذه الخطوط تُمدّ للاستعمال المؤقت، ولكن بعد استخدام الأسلاك المغطاة، تحولت إلى الاستعمال الدائم. وطريقة عمل فيلق البناء كانت على الشكل التالي: يحمّل العمال ربطة الأسلاك على ظهر بغل ويقودونه للأمام خلال مدّهم الأسلاك، وعند تقدّم البغل، يقوم العمال بتعليق السلك على أماكن مثل السور أو الشجيرات لكيلا يُداس عليه، ريثما يجهزون لرفعه على عمود. ولأن هذه الأسلاك كانت عرضة للاختراق والتنصت أو حتى القطع من قبل جيش الكونفيدرالية، عُيّنت حامية خيّالة للخطوط خلال بنائها في مناطق لا يوجد بها جنود جيش الاتحاد. وخلال الحرب، مَدَّ فيلق بناء الإبراق 15.389 ميلاً من خطوط الإبراق في الميدان، وعلى الأرض، وتحت الماء.

## المشغّلون
الخدمة عاملاً في فيلق الإبراق العسكرية الأمريكية، سواءً في الميدان أو في وزارة الحرب، كانت عملاً شاقاً وغير مجزٍ. كانت وظيفة العمال في الميدان أكثر خطورةً، فقد واجهوا مخاطر الاعتقال، تلقي النيران، أو القتل على يد جنود جيش الكونفيدرالية، سواء خلال عملهم بالاتصالات في الجبهات، أو إرسالهم الرسائل خلال الانسحاب، أو مغامرتهم لإصلاح خط معطوب. واجه عاملو الإبراق معدّل إصابات يقدر بـ10%، وهي نفس النسبة التي واجهها جنود القوات البرية التي خدموا معهم. أضف إلى ذلك كله العلاقة غير المريحة بين عاملي الإبراق والضباط العاملين معهم، والذين كنّوا لهم شعوراً بالكراهية والارتياب كونهم غير عسكريين.
رغم أن العمل في وزارة الحرب لم يكن بنفس خطورة العمل الميداني، ولكنه كان كثير المطالب. كان على عاملي الإبراق هنا التحلي بالذكاء وسرعة البديهة في تلقي الرسائل، التي كانت تصل مشفرة لأهميتها. وكانت مسؤولية عاملي الإبراق أن يفكوا تشفير هذه الرسائل لاستخراج المعلومات ذات الأهمية وتمريرها إلى الضباط ذوي الرتب الأعلى، بل وإلى الرئيس لينكولن نفسه أحياناً، والذي زار مكتب الإبراق في وزارة الحرب غير ذات مرة. وفوق ذلك كله، توجب على عاملي الإبراق العمل على فك شيفرة رسائل جيش الكونفيدرالية، الأمر الذي ساعد على إحباط مؤامرات تعلقت بإضرام النيران في بعض فنادق مدينة نيويورك.
رغم شجاعة وتفاني عاملي الإبراق العسكري، فإنهم لم يتسلموا راتباً تقاعدياً أو مكافئاتٍ أو تقديراً عن خدمتهم خلال الحرب، كونهم من غير العسكريين. هذا ما اضطر عائلات الموتى منهم للاعتماد على إحسان الآخرين في معيشتهم. تغير هذا الأمر نسبياً في العام 1897، عندما أمر الرئيس كليفلاند وزارة الحرب بإصدار شهادات تقدير خدمة للعاملين في الإبراق العسكري، أحياء وموتى. ولكن هذا لم يتضمن راتباً تقاعدياً.

## تسريح الفيلق
بعد انتهاء الحرب الأهلية، جاء وقت إعادة بناء خطوط الإبراق في مناطق الكونفيدرالية (في الجنوب). أمرت الحكومة الأمريكية فيلق الإبراق العسكرية بإصلاح وإدارة جميع خطوط الاتصال الرئيسية. نظراً لنقص الدعم المالي، كانت خطوط الإبراق الجنوبية في أسوأ حالاتها، الأمر الذي صعّب مهام عمال فيلق الإبراق العسكري، الذين هبوا للعمل رغم ذلك. في 27 فبراير 1865 أصدر قائد الأركان أمراً بنقل ملكية خطوط الإبراق في الجنوب إلى شركات خاصة تحت إشراف رؤساء فيلق الإبراق العسكرية. بعد إسناد إدارة خطوط الإبراق إلى الشركات الخاصة، بدأ تسريح عمال الفيلق العسكري واحداً بعد الآخر. المكتب الوحيد الذي بقي كان المقر الرئيسي للفيلق في وزارة الحرب.